# Beşevler, Mutki
Beşevler là một xã thuộc huyện Mutki, tỉnh Bitlis, Thổ Nhĩ Kỳ. Dân số thời điểm năm 2011 là 268 người.